# Nadia El Fani
Nadia El Fani (París, 1960) es una cineasta francotunecina especialmente conocida por sus documentales.  

## Biografía
Nacida en París, hija de madre francesa y padre tunecino se trasladó con su familia a Túnez cuando tenía un año. Su padre, Béchir El Fani es un dirigente del Partido Comunista de Túnez tras la independencia.  Aparece en el documental Ouled Lenine (2007). Es también la hermana de Sofian El Fani, director de fotografía.  
En 1969, a los nueve años, viaja de nuevo a Francia con su madre y su hermana y de nuevo, en 1977 regresa a Túnez con su padre y termina sus estudios secundarios. 
Comienza a trabajar en el cine como aprendiz en 1982 con la película Besoin d'amour de Jerry Schatzberg rodada en Túnez. Se convierte pronto en ayudante de realización y trabaja con directores como Roman Polanski, Nouri Bouzid, Romain Goupil y Franco Zeffirelli.
En 1990 realiza su primer trabajo como directora, un cortometraje documental de cinco minutos de duración, Pour le plaisir, en el que ya deja constancia de su actitud transgresora y subversiva para mostrar de forma directa y sin tapujos la necesidad de expresarse libremente y ser dueño del propio cuerpo. Su siguiente trabajo, Fifty-fifty, mon amour (1992) es una reflexión sobre la identidad muy basada en su propia vida, que al igual que la historia de la película, sucede entre Túnez y Francia. Femmes Leader du Maghreb (1993) es un documental de encargo que retrata la lucha de las mujeres norteafricanas y que dio como resultado una red de trabajo entre mujeres marroquíes, argelinas y tunecinas. Tanitez-moi (1993) es un documental de creación personal que pone de relieve la manera en que las mujeres han vehiculado y transmitido ciertas tradiciones que perduran en el Túnez actual pero que proceden de épocas anteriores al islam.
Ocho años tardó Nadia El Fani en sacar adelante su primer largometraje de ficción, Bedwin Hacker, una reflexión sobre el poder de la información y la televisión con el objetivo de invertir y cuestionar las relaciones Norte-Sur. 
Ouled Lenine (2007) es un documental muy personal centrado en la figura de su padre, dirigente del Partido Comunista tunecino, que junto a tantos otros luchó durante los años 50 por la independencia de su país, por el desarrollo, por la emancipación de las mujeres, un tiempo en el que musulmanes, judíos, cristianos, ateos, hombres y mujeres, sin diferencia vivían y luchaban juntos por un mundo hecho de tolerancia, de igualdad y de pasión.
En 2011 realiza el documental Laïcité Inch’allah!, una nueva llamada a la tolerancia, la libertad de expresión y el pacifismo, rodado tres meses antes de la caída de Ben Ali y durante la revolución, para poner de manifiesto el lugar que ocupa la religión en la sociedad tunecina y la necesidad de una constitución laica. Cuando el documental se estrena en Túnez, la directora es amenazada de muerte por los islamistas, al tiempo que lucha para superar y sobreponerse al cáncer que le han diagnosticado. Para retratar ambas luchas, contra los extremistas y contra la enfermedad, y para mostrar las consecuencias y el miedo que una película pueden desencadenar, Nadia El Fani realiza, junto a Alina Isabel Pérez, Même pas mal (2012).

## Filmografía
- 1990 Pour le plaisir (cortometraje ficción)

- 1992 Fifty-fifty, mon amour (cortometraje ficción)

- 1993 Femmes Leader du Maghreb (cortometraje documental)

- 1993 Tanitez-moi (cortometraje documental)

- 1998 Tant qu’il y aura de la pelloche (cortometraje documental)

- 2001 Bedwin Hacker (largometraje ficción)

- 2005 Paris la métisse: Unissez-vous, il n’est jamais trop tard! (cortometraje ficción)

- 2007 Ouled Lenine (largometraje documental)

- 2011 Laïcité Inch’allah! (largometraje documental)

- 2012 Même pas mal (largometraje documental)